# As Brasileiras
As Brasileiras é uma série de televisão brasileira coproduzida pela TV Globo e pela Lereby Produções, do diretor Daniel Filho. Produzida como um spin-off de As Cariocas, foi exibida de 2 de fevereiro a 28 de junho de 2012, em 22 episódios independentes, cada um protagonizado por uma atriz e situado em um estado diferente do Brasil.
Contou com as atuações de Juliana Paes, Claudia Jimenez, Suyane Moreira, Patrícia Pillar, Leandra Leal, Ivete Sangalo, Isis Valverde e Xuxa Meneghel nos papeis principais.

## A série
A série tem direção geral de Daniel Filho, e conta com 22 protagonistas, são elas: Juliana Paes, Claudia Jimenez, Suyane Moreira, Patrícia Pillar, Leandra Leal, Ivete Sangalo, Ísis Valverde, Xuxa Meneghel, Alice Braga, Maria Fernanda Cândido, Letícia Sabatella, Giovanna Antonelli, Sandy Leah, Juliana Alves, Mariana Ximenes, Glória Pires, Maria Flor, Bruna Linzmeyer, Cleo Pires, Sophie Charlotte, Dira Paes e Fernanda Montenegro. 
No início de cada episódio, uma abertura é mostrada, que no final, a mulher que corresponde a protagonista vai até o centro do local; no final do episódio, a abertura é novamente mostrada, dessa vez com a mulher que vai a frente sendo a protagonista do episódio seguinte.

## Gravações
A gravação da série foi iniciada e concluída em 2011, embora algumas cenas de Sophie Charlotte precisaram ser regravadas, e junto a Malvino Salvador novas cenas foram produzidas no Sambódromo no Rio de Janeiro, onde se passa a trama da "Sambista da BR-116", Algumas locações foram produzidas pelo Projac, como as aldeias do episódio estrelado por Suyane Moreira e as locações do episódio "A Perseguida de Curitiba". As cenas do episódio "A Adormecida de Foz do Iguaçu" foram gravadas no Paraná com ajuda de dublês e algumas cenas com chroma key.

## Elenco principal
| Intérprete             | Personagem                     | Episódio                        |
| ---------------------- | ------------------------------ | ------------------------------- |
| Juliana Paes           | Janaína                        | "A Justiceira de Olinda"        |
| Cláudia Jimenez        | Augusta Barreto de Souza Ramil | "A Inocente de Brasília"        |
| Suyane Moreira         | Araí                           | "A Selvagem de Santarém"        |
| Patrícia Pillar        | Ludmila Barreto                | "A Viúva do Maranhão"           |
| Leandra Leal           | Rosa Maria                     | "A Sexóloga de Floripa"         |
| Ivete Sangalo          | Raquel                         | "A Desastrada de Salvador"      |
| Ísis Valverde          | Catarina                       | "A Culpada de BH"               |
| Xuxa Meneghel          | Rita Prates                    | "A Fofoqueira de Porto Alegre"  |
| Alice Braga            | Mirtes                         | "A Indomável do Ceará"          |
| Maria Fernanda Cândido | Sandra                         | "A Perseguida de Curitiba"      |
| Letícia Sabatella      | Monique                        | "A Apaixonada de Niterói"       |
| Giovanna Antonelli     | Gigi Ramon                     | "A Venenosa de Sampa"           |
| Sandy                  | Gabriela Palma                 | "A Reacionária do Pantanal"     |
| Juliana Alves          | Janice                         | "A Mascarada do ABC"            |
| Mariana Ximenes        | Liliane                        | "A Adormecida de Foz do Iguaçu" |
| Glória Pires           | Ângela Cristina                | "A Mamãe da Barra"              |
| Maria Flor             | Shirley Moreira                | "A de Menor do Amazonas"        |
| Bruna Linzmeyer        | Clara                          | "A Vidente de Diamantina"       |
| Cleo                   | Ana Maria                      | "O Anjo de Alagoas"             |
| Sophie Charlotte       | Esplendor                      | "A Sambista da BR-116"          |
| Dira Paes              | Cleonice Cunha                 | "A Doméstica de Vitória"        |
| Fernanda Montenegro    | Mary Torres                    | "Maria do Brasil"               |

## Audiência
A série teve média de audiência de 16 pontos. Os episódios de maior audiência foram o de estreia, "A Justiceira de Olinda", e o de 17 de maio, "A Mamãe da Barra" , com vinte pontos de média. A pior audiência foi o encerramento, "Maria do Brasil", com doze pontos.
| Audiência | Episódios |
| --------- | --- |
| 20 pontos | "A Mamãe da Barra", "A Justiceira de Olinda" |
| 17 pontos | "A Culpada de BH", "A Venenosa de Sampa" , "A Mascarada do ABC" e "A De Menor do Amazonas"                                                                                                |
| 16 pontos | "A Inocente de Brasília", "A Perseguida de Curitiba", "A Reacionária do Pantanal", "A Adormecida de Foz do Iguaçu", "O Anjo de Alagoas", "A Sambista da BR-116", "A Doméstica de Vitória" |
| 15 pontos | "A Selvagem de Santarém", "A Viúva do Maranhão", "A Sexóloga de Floripa", "A Desastrada de Salvador", "A Fofoqueira de Porto Alegre", "A Indomável do Ceará", "A Vidente de Diamantina"   |
| 13 pontos | "A Apaixonada de Niterói" |
| 12 pontos | "Maria do Brasil" |

## Lista de episódios
| Episódio                        | Estrelado por | Estado             | Dia de exibição         |
| ------------------------------- | --- | ------------------ | ----------------------- |
| "A Justiceira de Olinda"        | Juliana Paes Marcos Palmeira Leona Cavalli George Sauma Fernando Ceylão Maria Helena Pader Cyria Coentro                         | Pernambuco         | 2 de fevereiro de 2012  |
| "A Inocente de Brasília"        | Cláudia Jimenez Edson Celulari Suely Franco Ary Fontoura Flávio Bauraqui                                                         | Distrito Federal   | 9 de fevereiro de 2012  |
| "A Selvagem de Santarém"        | Suyane Moreira Danton Mello Fábio Porchat Laila Zaid Cláudio Torres Gonzaga                                                      | Pará               | 16 de fevereiro de 2012 |
| "A Viúva do Maranhão"           | Patrícia Pillar Marcello Antony Suzana Faini Malu Galli Leopoldo Pacheco                                                         | Maranhão           | 23 de fevereiro de 2012 |
| "A Sexóloga de Floripa"         | Leandra Leal Fábio Assunção Anderson Müller Leticia Isnard Renata Castro Barbosa                                                 | Santa Catarina     | 1 de março de 2012      |
| "A Desastrada de Salvador"      | Ivete Sangalo Lucci Ferreira Theresa Amayo Charles Fricks Emanuelle Araújo                                                       | Bahia              | 8 de março de 2012      |
| "A Culpada de BH"               | Ísis Valverde Raquel Fabbri Humberto Martins Bianca Comparato Lavínia Vlasak Norma Blum                                          | Minas Gerais       | 15 de março de 2012     |
| "A Fofoqueira de Porto Alegre"  | Xuxa Meneghel Rodrigo Lombardi Giulia Gam Malu Valle Bianca Byington Cláudio Manoel Christine Fernandes Werner Schünemann        | Rio Grande do Sul  | 22 de março de 2012     |
| "A Indomável do Ceará"          | Alice Braga Rodrigo Santoro Carla Daniel Babu Santana                                                                            | Ceará              | 29 de março de 2012     |
| "A Perseguida de Curitiba"      | Maria Fernanda Cândido Daniel Boaventura Paulo Vespúcio Christiana Kalache                                                       | Paraná             | 5 de abril de 2012      |
| "A Apaixonada de Niterói"       | Letícia Sabatella Caco Ciocler Camila Morgado Débora Lamm                                                                        | Rio de Janeiro     | 12 de abril de 2012     |
| "A Venenosa de Sampa"           | Giovanna Antonelli Fernando Eiras Vivianne Pasmanter Flávio Galvão Cláudio Torres Gonzaga Cláudio Tovar                          | São Paulo          | 19 de abril de 2012     |
| "A Reacionária do Pantanal"     | Sandy Guilherme Winter Regina Braga Xuxa Lopes Cadu Fávero Susana Ribeiro Danton Mello Fernanda Paes Leme Pedro Neschling        | Mato Grosso do Sul | 26 de abril de 2012     |
| "A Mascarada do ABC"            | Juliana Alves Ângelo Antônio Mauro Mendonça Oscar Magrini Marcelo Saback                                                         | São Paulo          | 3 de maio de 2012       |
| "A Adormecida de Foz do Iguaçu" | Mariana Ximenes Guilherme Fontes Guilhermina Guinle Esteban Lamarque Sebastião Lemos                                             | Paraná             | 10 de maio de 2012      |
| "A Mamãe da Barra"              | Glória Pires Ana Pires Antônia Morais Isio Ghelman Nicete Bruno Chris Couto                                                      | Rio de Janeiro     | 17 de maio de 2012      |
| "A De Menor do Amazonas"        | Maria Flor Marcos Palmeira Jeniffer de Oliveira Andrade Rita Guedes Otávio Augusto                                               | Amazonas           | 24 de maio de 2012      |
| "A Vidente de Diamantina"       | Bruna Linzmeyer Mateus Solano Rafael Primot Eva Todor Gregório Duvivier Clarice Falcão                                           | Minas Gerais       | 31 de maio de 2012      |
| "O Anjo de Alagoas"             | Cleo Bruno Gagliasso José Rubens Chachá Carla Daniel                                                                             | Alagoas            | 7 de junho de 2012      |
| "A Sambista da BR-116"          | Sophie Charlotte Malvino Salvador Clarice Niskier Cris Vianna Priscila Fantin Lucy Ramos                                         | Rio de Janeiro     | 14 de junho de 2012     |
| "A Doméstica de Vitória"        | Dira Paes Dalton Vigh Betty Faria Inez Viana Carolina Oliveira Neila Tavares                                                     | Espírito Santo     | 21 de junho de 2012     |
| "Maria do Brasil"               | Fernanda Montenegro Paulo José Pedro Paulo Rangel Nathalia Timberg Pedro Nercessian Tammy di Calafiori Juliana Paes Gustavo Leão | Brasil             | 28 de junho de 2012     |

## Música
A trilha sonora da série foi personalizada por Pedro Luís e Olivia Byington, com uma mistura de letras e intérpretes em novos arranjos. A trilha tem participação de Zélia Duncan, Carlinhos Brown, Lula Queiroga, Zeca Baleiro, entre outros.

## Reprise
Foi reexibida pelo Canal Viva de 6 de janeiro a 21 de março de 2021, as 20h15 com reprise as 18h30 do dia seguinte, em dois episódios semanais.
Durante a reprise o episódio A Fofoqueira De Porto Alegre, protagonizado por Xuxa Meneghel e que seria exibido em 27 de janeiro de 2021, não foi exibido - por decisão editorial -, sendo cortada da abertura e encerramento da série, afetando assim os créditos da atriz Patrícia Pillar e do diretor Daniel Filho. Assim, a reprise, que teria 22 episódios, fechou com 21, um a menos que o previsto.

## Transmissão
| País           | Canal          | Título local   | Estreia                 | Final                  | Horário semanal    | Hora   |
| -------------- | -------------- | -------------- | ----------------------- | ---------------------- | ------------------ | ------ |
| Brasil         | Rede Globo     | As Brasileiras | 2 de fevereiro de 2012  | 28 de junho de 2012    | Quinta             | 23:30  |
| Portugal       | Globo Portugal | As Brasileiras | 12 de dezembro de 2014  | 22 de maio de 2015     | Sexta              | 23:25  |
| Guatemala      | Pasiones       | Las Brasileñas | 23 de dezembro de 2014  | 3 de janeiro de 2015   | Segunda a Sábado   | 20:00  |
| Costa Rica     | Pasiones       | Las Brasileñas | 23 de dezembro de 2014  | 3 de janeiro de 2015   | Segunda a Sábado   | 20:00  |
| El Salvador    | Pasiones       | Las Brasileñas | 23 de dezembro de 2014  | 3 de janeiro de 2015   | Segunda a Sábado   | 20:00  |
| Honduras       | Pasiones       | Las Brasileñas | 23 de dezembro de 2014  | 3 de janeiro de 2015   | Segunda a Sábado   | 20:00  |
| México         | Pasiones       | Las Brasileñas | 23 de dezembro de 2014  | 3 de janeiro de 2015   | Segunda a Sábado   | 20:00  |
| Peru           | Pasiones       | Las Brasileñas | 23 de dezembro de 2014  | 3 de janeiro de 2015   | Segunda a Sábado   | 21:00  |
| Equador        | Pasiones       | Las Brasileñas | 23 de dezembro de 2014  | 3 de janeiro de 2015   | Segunda a Sábado   | 21:00  |
| Colômbia       | Pasiones       | Las Brasileñas | 23 de dezembro de 2014  | 3 de janeiro de 2015   | Segunda a Sábado   | 21:00  |
| Venezuela      | Pasiones       | Las Brasileñas | 23 de dezembro de 2014  | 3 de janeiro de 2015   | Segunda a Sábado   | 21:30  |
| Bolívia        | Pasiones       | Las Brasileñas | 23 de dezembro de 2014  | 3 de janeiro de 2015   | Segunda a Sábado   | 22:00  |
| Paraguai       | Pasiones       | Las Brasileñas | 23 de dezembro de 2014  | 3 de janeiro de 2015   | Segunda a Sábado   | 23:00  |
| Chile          | Pasiones       | Las Brasileñas | 23 de dezembro de 2014  | 3 de janeiro de 2015   | Segunda a Sábado   | 23:00  |
| Argentina      | Pasiones       | Las Brasileñas | 23 de dezembro de 2014  | 3 de janeiro de 2015   | Segunda a Sábado   | 23:00  |
| Uruguai        | Pasiones       | Las Brasileñas | 24 de dezembro de 2014  | 4 de janeiro de 2015   | Terça a Domingo    | 00:00  |
| Estados Unidos | Pasiones       | Las Brasileñas | 31 de janeiro de 2015   | 15 de março de 2015    | Sábado e Domingo   | 23:00  |
| Porto Rico     | Pasiones       | Las Brasileñas | 1° de fevereiro de 2015 | 15 de março de 2015    | Domingo e Segunda1 | 00:002 |
| Uruguai        | Teledoce       | Las Brasileñas | 26 de fevereiro de 2015 | 23 de abril de 2015    | Terça e Quinta     | 22:45  |
| Angola         | Globo ON       | As Brasileiras | 11 de julho de 2015     | 21 de novembro de 2015 | Sábado             | 23:00  |
| Moçambique     | Globo ON       | As Brasileiras | 12 de julho de 2015     | 22 de novembro de 2015 | Domingo            | 00:00  |
| China          | Canal Macau    | As Brasileiras | 16 de agosto de 2017    | presente               | Segunda a Sexta    | 22:10  |
| Brasil         | Viva           | As Brasileiras | 6 de janeiro de 2020    | presente               | Quarta             | 20:15  |

↑1  Transferida para Sábado e Domingo a partir do dia 8 de março.
↑2  Transferida para as 23:00 a partir do dia 8 de março.

## Prêmios e indicações
| Ano  | Prêmio                | Categoria                    | Indicação           | Resultado |
| ---- | --------------------- | ---------------------------- | ------------------- | --------- |
| 2013 | Prêmio Contigo! de TV | Série ou Minissérie          | As Brasileiras      | Venceu    |
| 2013 | Prêmio Contigo! de TV | Atriz de Série ou Minissérie | Cléo Pires          | Indicado  |
| 2013 | Prêmio Contigo! de TV | Atriz de Série ou Minissérie | Fernanda Montenegro | Indicado  |
| 2013 | Prêmio Contigo! de TV | Atriz de Série ou Minissérie | Letícia Sabatella   | Indicado  |
| 2013 | Prêmio Contigo! de TV | Atriz de Série ou Minissérie | Patrícia Pillar     | Indicado  |